# 麻栗坡悬钩子
麻栗坡悬钩子（学名：Rubus malipoensis）为蔷薇科悬钩子属的植物。种加词 malipoensis 意为“云南省文山州麻栗坡县的”。分布于越南北部以及中国大陆的云南等地，生长于海拔1,100米至1,500米的地区，一般生长在山麓及石山上林中空旷处，目前尚未由人工引种栽培。

## 异名
- Rubus ochraceus auct. non Cardot